# Liliana Yambrún
Liliana Patricia Yambrún (Buenos Aires, 13 de octubre de 1957) es una política argentina del Partido Justicialista. Desde 2023 es presidenta del Concejo Deliberante de La Matanza. Se desempeñó como diputada nacional por la provincia de Buenos Aires desde 2019 hasta 2023.

## Carrera
Trabajó en el gobierno municipal del partido de La Matanza, como secretaria privada durante la intendencia de Verónica Magario (2015-2019). En las elecciones locales de 2015 se había postulado al Concejo Deliberante de La Matanza en la lista del Frente para la Victoria.
En las elecciones legislativas de 2019, fue candidata a diputada nacional, siendo la décima candidata en la lista del Frente de Todos en la provincia de Buenos Aires. La lista recibió el 51,64 % de los votos, suficiente para que Yambrún fuera elegida.
Fue vicepresidenta primera de la comisión de Asuntos Municipales e integró como vocal las comisiones de Relaciones Exteriores y Culto; de Mercosur; de Libertad de Expresión; de Familia, Niñez y Juventudes; y de Comunicaciones e Informática. Fue partidaria del proyecto de ley de interrupción voluntaria del embarazo de 2020, que legalizó el aborto en Argentina.